# Harding (Wisconsin)
Harding es un pueblo ubicado en el condado de Lincoln en el estado estadounidense de Wisconsin. En el Censo de 2010 tenía una población de 372 habitantes y una densidad poblacional de 1,97 personas por km².

## Geografía
Harding se encuentra ubicado en las coordenadas 45°17′50″N 89°51′3″O / 45.29722, -89.85083. Según la Oficina del Censo de los Estados Unidos, Harding tiene una superficie total de 188.66 km², de la cual 184.9 km² corresponden a tierra firme y (2%) 3.77 km² es agua.

## Demografía
Según el censo de 2010, había 372 personas residiendo en Harding. La densidad de población era de 1,97 hab./km². De los 372 habitantes, Harding estaba compuesto por el 97.04% blancos, el 0% eran afroamericanos, el 0.27% eran amerindios, el 2.42% eran asiáticos, el 0% eran isleños del Pacífico, el 0% eran de otras razas y el 0.27% pertenecían a dos o más razas. Del total de la población el 0.27% eran hispanos o latinos de cualquier raza.